# António Cardoso e Cunha
António José Baptista Cardoso e Cunha (28 janvier 1933-24 janvier 2021) est un homme politique portugais du Parti social-démocrate (PSD). Il est ministre du gouvernement dans les années 1970 et 1980, puis de 1986 à 1992, il est le premier commissaire européen du Portugal.

## Carrière
Né à Leiria, Cardoso e Cunha étudie à l'Université de Lisbonne puis travaille comme ingénieur chimiste et en administration des affaires.
Il est élu à l'Assemblée de la République en 1978  et en septembre 1978, il est nommé secrétaire d'État au Commerce extérieur, un poste ministériel subalterne dans le gouvernement d'Alliance démocratique dirigé par Alfredo Nobre da Costa. En novembre 1978, le nouveau Premier ministre Carlos Mota Pinto nomme Cardoso e Cunha secrétaire d'État au renouveau industriel. De 1980 à 1981, Cardoso e Cunha entre dans les cabinets de Francisco Sá Carneiro et Francisco Pinto Balsemão en tant que ministre de l'Agriculture et de la pêche.
Lorsque le Portugal rejoint la Communauté économique européenne en 1986, Cardoso e Cunha est nommé par le gouvernement d'Aníbal Cavaco Silva comme premier membre portugais de la Commission européenne. Il rejoint la première Commission Delors en tant que commissaire à la pêche  et, en 1989, est nommé à la deuxième Commission Delors en tant que commissaire à l'énergie, à l'Euratom, aux petites entreprises, au personnel et à la traduction. Il reste jusqu'à la fin du mandat de la Commission en 1993.
Il est ensuite nommé premier commissaire de l'Expo '98. Il est remplacé en 1997 après un changement de gouvernement et devient président de la compagnie aérienne publique TAP Air Portugal jusqu'en 2004.